# Edmund Bläss
Edmund Bläss (auch: Bless und Bläß) (* 7. September 1769 in Edingen; † 15. Dezember 1844 in Viernheim) war ein hessischer Politiker, Schultheiß in Viernheim und ehemaliger Abgeordneter der 2. Kammer der Landstände des Großherzogtums Hessen.

## Familie und Beruf
Edmund Bläss war der Sohn des Schultheißen Georg Bläss und dessen Frau Anna Barbara geborene Regenauer. Am 7. Juni 1795 heiratete Edmund Bläss Cäcilie geborene Winckler, die Tochter des Viernheimer Schultheißen Georg Winckler. Von 1817 bis 1826 war Edmund Bläss Schultheiß von Viernheim.

## Politik
In der 1. und 2. Wahlperiode (1820–1824) war Edmund Bläss Abgeordneter der zweiten Kammer der Landstände des Großherzogtums Hessen. In den Landständen vertrat er den Wahlbezirk Starkenburg 6/Lorsch. 